# Jorge Ánckermann
Jorge Anckermann Rafart (La Habana, 22 de marzo de 1877 - ibídem, 3 de febrero de 1941) fue un pianista, director de orquesta y compositor cubano.

## Biografía
Se inició en la música a los ocho años con su padre. A los diez años empezó a trabajar profesionalmente en un trío. En 1892, se mudó a México como director musical de la compañía bufa de Narciso Nacho López, visitando varios estados de ese país. También recorrió California.
Jorge Ánckermann vivió en la Ciudad de México durante unos cuantos años, enseñando música.
En Cuba, que fue durante muchos años el director musical de los principales teatros de La Habana, siendo el Teatro Alhambra el principal testigo de sus estrenos y éxitos.
Compuso y produjo piezas de zarzuelas y comedias, las cuales abarcan un catálogo de más de 400 obras. También compuso boleros, y aparentemente fue el creador de la guajira.

## Obras (Selección)
- La isla de cotorras
- El quitrín
- Napoleón
- La República griega
- Papaíto
- El rico hacendado
- Los grandes de Cuba
- La señorita Maupin.
- La casita criolla.
- Cristobal Colon, gallego.
- La gran rumba.
- La danza de los millones.

## Canciones (Selección)
- El arroyo que murmura
- Flor de yumurí
- Un bolero en la noche